# ヤコブ・シュタイナー
ヤコブ・シュタイナー（Jakob Steiner、1796年3月18日 - 1863年4月1日）は、スイスの数学者。主に幾何学の分野の研究を行った。

## 生涯
ベルン州のUtzenstorfの村で生まれる。18歳の時にヨハン・ハインリヒ・ペスタロッチの生徒となり、その後ハイデルベルクで学んだ。その後、ベルリンに行き、ハイデルベルクにいたときと同じように指導をすることで生計を立てた。ここでアウグスト・レオポルト・クレレと知り合った。彼はヤコブの能力とニールス・アーベルの能力をきっかけに、ベルリンで著名なジャーナル（クレレ誌）を創刊した。
Systematische Entwickelungen を1832年に発表した後、当時ケーニヒスベルク大学の教授であったカール・グスタフ・ヤコブ・ヤコビを介して、名誉学位を取得した。また、ヤコビとアレクサンダー・フォン・フンボルトとヴィルヘルム・フォン・フンボルトの兄弟の影響により、1834年にヤコブのために幾何学の新たな席がベルリンに用意された。ヤコブは1863年4月1日にベルンで死去するまでその地位にいた。

## 数学への貢献
シュタイナーの数学的研究は主に幾何学に限られた。彼はこれを総合的に扱い、嫌っていた解析を完全に排除し、解析幾何学的手法で同等以上の結果が得られた場合にはこれを総合幾何学の恥と考えたと言われている。自身の分野では、同時代の人すべてを上回っていた。彼の研究は、優れた一般性、資源の豊かさ、証明の厳密さが他と区別される。ペルガのアポロニウス以来の最も純粋な幾何学者と見なされていた。
Systematische Entwickelung der Abhängigkeit geometrischer Gestalten von einander において、現代的な総合幾何学の基礎を築いた。射影幾何学では、平行線でさえ交点を持つ、すなわち無限遠点において交わるとする。よって、2つの点が1つの線を決定し、2つの線が1つの点を決定する。点と線の対称性は射影双対として表現される。遠近法から始めて、射影幾何学の変換は合成により形成され、射影を生成する。シュタイナーは射影領域や束などの射影により保存される集合を特定した。特にシュタイナー円錐曲線と呼ばれる射影の方法による円錐曲線へのアプローチで記憶される。
2番目の短い著書 Die geometrischen Constructionen ausgeführt mittels der geraden Linie und eines festen Kreises (1833) （1895年にOttingenにより再出版されている）は、ジャン＝ヴィクトル・ポンスレによりすでに提案されていたことではあったが、1つの円とその中心が予め与えられた場合に、コンパスを使用せずに定規のみを用いて作図が可能かを示している。1867年C. F. ガイザーとH. シュレーターによりライプツィヒで死後に出版された "Vorlesungen über synthetische Geometrie"も書いている。1887–1898年にルドルフ・シュツルムにより第3版が主版されている。
シュタイナーによる他の幾何学的結果には、平面による空間の分割（n個の平面により作成される部分の最大数）の公式の開発、有名なシュタイナーの接する円の連鎖に関するいくつかの定理、及び等周定理の証明（後に証明に欠陥が見つかるが、カール・ヴァイエルシュトラスにより修正された）がある。
シュタイナーの残りの著作は、主に「クレレ誌」にて発表された多数の論文で見つけることができ、第1巻には最初の4つの論文が含まれる。最も重要なものは代数曲線とその面に関するもので特に短い論文 Allgemeine Eigenschaften algebraischer Curven である。これには結果だけが含まれており、それらが得られた方法が示されていないため、ヘッセによるとこれらはフェルマーの定理のように、現在や未来の世代にとって謎である。著名な解析学者はいくつかの定理を証明することができたが、代数曲線に関する本に含まれるすべてを証明するのはルイージ・クレモナの登場を待たねばならなかった。
他の重要な研究は、最大値と最小値に関するものである。シュタイナーは単純な基本命題から始めて、解析的に解くには変分法を必要とするが、当時はその力を完全に超えていた問題の解決に進んだ。これに関連して、論文 Vom Krümmungsschwerpuncte ebener Curven があり、ここには垂足曲線や輪転曲線、特にその領域の多くの特性が含まれている。
組合せ数学にも小さいながらも重要な貢献をした。1853年、クレレ誌に2ページの記事を発表した。これは今日では基本的な種類のブロックデザインであるシュタイナーシステムと呼ばれている。
シュタイナーの最古の論文と原稿 (1823-1826) はベルン自然科学者協会の要望により崇拝者であるフリッツ・ビュッツベルガーにより発表された。

## レファレンス
- Viktor Blåsjö (2009) "Jakob Steiner’s Systematische Entwickelung: The Culmination of Classical Geometry", Mathematical Intelligencer 31(1): 21–9.